# 1407 Лінделеф
1407 Лінделеф (1407 Lindelof) — астероїд головного поясу, відкритий 21 листопада 1936 року.
Тіссеранів параметр щодо Юпітера — 3,274.